# Charles Coste
Charles Coste (Oliulas, 8 de febrer de 1924) és un ciclista francès, ja retirat, que va competir en els anys posteriors a la Segona Guerra Mundial. Com a ciclista amateur va prendre part en els Jocs Olímpics de Londres de 1948, on guanyà la medalla d'or en la prova de persecució per equips, junt a Pierre Adam, Serge Blusson i Fernand Decanali. Fou professional entre 1949 i 1959, sent la seva principal victòria el Gran Premi de les Nacions de 1949.
El 2024 era el campió olímpic francès més vell encara viu i fou convidat a portar la flama olímpica a París. El 26 de juliol va fer el penúltim relleu de la torxa durant la cerimònia d'obertura dels Jocs. Va cedir el relleu a Marie-José Pérec i Teddy Riner, encarregats d'encendre el peveter olímpic als jardins de les Teuleries.

## Palmarès
- 1948
  -  Campió Olímpic de persecució per equips (amb Pierre Adam, Serge Blusson i Fernand Decanali)
  -  3r al Campionat del món amateur de persecució
- 1949
  - 1r al Gran Premi de les Nacions
- 1952
  - Vencedor de 2 etapes de la Volta a l'Argentina
  - Vencedor d'una etapa del Tour d'Algèria
- 1953
  - 1r a la París-Limoges

### Resultats al Tour de França
- 1952. Abandona (5a etapa)
- 1957. Abandona (4a etapa)

### Resultats al Giro d'Itàlia
- 1956. 40è de la classificació general
- 1957. 72è de la classificació general
- 1958. 77è de la classificació general